# Stomafrontia
Stomafrontia là một chi bướm đêm thuộc họ Noctuidae.